# ジョヴァンニ・バッティスタ・ヴィオッティ
ジョヴァンニ・バッティスタ・ヴィオッティ（Giovanni Battista Viotti, 1755年5月12日 - 1824年3月3日）は、イタリアのヴァイオリン奏者、作曲家。

## 略歴
フォンタネット・ポー生まれ。ヴィオッティは、ガエターノ・プニャーニの下で学んだ。イタリア北西部に位置する都市トリノの宮廷に仕えたが、独奏者として巡回公演も行った。パリへ訪れる前は、師プニャーニと共に公演を行った。パリでヴィオッティは名声を獲得し、1788年に歌劇場「Théâtre de Monsieur」を設立するまで、暫くヴェルサイユで働き、マリー・アントワネットに仕えた。フランス革命の勃発によりオペラを創作不可能になった為、ヴィオッティはロンドンに赴く。ロンドンではハイドンとの親交があった。その後パリへ戻るも、ワイン事業を営む為に演奏活動を断念。結局事業は失敗に終わってしまい、1819年から1821年にかけてパリ・オペラ座の音楽監督を務めた。ロンドンで死去。

## 影響
ヴァイオリン奏者としてのヴィオッティの影響力は大きい。ピエール・ロードやピエール・バイヨを教え、ルドルフ・クロイツェル（彼らは後に著名な教師となった）に大きな影響を与えた実績から、ヴィオッティは19世紀のフランス・ヴァイオリン楽派の創設の父と呼ばれる。また、弓の製作者フランソワ・トゥルテ（トゥールト）に助言を与え、現在の一般的な弓の形を作り上げた。後にニコロ・パガニーニに影響を与えたアウグスト・ドゥラノフスキ（August Duranowski）も教えている。

## 主な作品
ヴィオッティの最も重要な作品は、かのベートーヴェンに影響を与えたとされる、29曲から成るヴァイオリン協奏曲だろう。第22番イ短調、第23番ト長調などが有名であるが、とりわけ第22番イ短調(1792)は、上級の学生演奏家を中心に、今日に於いても演奏頻度が極めて高い。ヴィオッティの作品の多くはヴァイオリンが顕著に活躍し、21曲から成る弦楽四重奏曲ではハイドンの開拓した「均衡の取れた構成」が大きく無視され、第1ヴァイオリンが独奏の役目を果たしている。室内楽曲に於いて彼は、2台のヴァイオリンとバスなど、より伝統的な組み合わせを用いている。他に2曲の協奏交響曲、10曲のピアノ協奏曲、ソナタや歌曲等を作曲。
- 協奏曲
  - ヴァイオリン協奏曲第3番イ長調
  - ヴァイオリン協奏曲第4番ニ長調
  - ヴァイオリン協奏曲第9番（協奏交響曲変ホ長調に改編）
  - ヴァイオリン協奏曲第16番ホ短調
  - ヴァイオリン協奏曲第17番ニ短調
  - ヴァイオリン協奏曲第19番（シュタイベルト編曲版としてピアノ協奏曲ト短調）
  - ヴァイオリン協奏曲第20番ニ長調
  - ヴァイオリン協奏曲第22番イ短調
  - ヴァイオリン協奏曲第23番ト長調
  - ヴァイオリン協奏曲第24番ロ短調
  - 2つのフルートのための協奏曲イ長調
- 室内楽曲
  - 弦楽四重奏曲変ロ長調
  - 弦楽四重奏曲ト長調
  - フルート四重奏曲ハ短調

## 文献
- 『ヴィオッティ―近代ヴァイオリン奏法の父』 慧文社 2009年 ISBN 9784863300316